# Chris Buck
Christopher James Buck (Wichita, Kansas, 24 de febrero de 1958) es un director, guionista y animador estadounidense. 
Junto a Kevin Lima fue director de Tarzán, película de Walt Disney Animation Studios basada en la novela Tarzán de Edgar Rice Burroughs; de Surf's Up junto a Ash Brannon, de la cual también fue guionista. Regresó a Walt Disney Animation Studios para dirigir Frozen,  basada en el cuento La reina de las nieves de Hans Christian Andersen; junto a Jennifer Lee.

## Filmografía
- 1981. The Fox and the Hound (Animación).
- 1987. La tostadora valiente (Animación)
- 1988. Oliver y su pandilla (Director de animación)
- 1989. La sirenita (Diseño de personajes)
- 1990. The Rescuers Down Under (Animador clave)
- 1995. Pocahontas (Diseño de personajes, supervisor de animación, guion)
- 1999. Tarzán (Dirección, junto a Kevin Lima)
- 2004. Home on the Range (Consultor de animación)
- 2005. Chicken Little (Supervisor de animación)
- 2007. Surf's Up (Guionista y Voz, Dirección, junto a Ash Brannon)
- 2013. Frozen (Dirección, junto a Jennifer Lee)
- 2019. Frozen 2 (Dirección, junto a Jennifer Lee)
- 2022: Strange World (Dirección)
- 2023. Wish: el poder de los deseos (Dirección junto a Fawn Veerasunthorn)[1]

## Premios y distinciones
Premios Óscar
| Año  | Categoría                   | Película          | Resultado |
| ---- | --------------------------- | ----------------- | --------- |
| 2008 | Mejor película de animación | Locos por el surf | Nominado  |
| 2014 | Mejor película de animación | Frozen            | Ganador   |